# عبد الله المطوع (لاعب كرة قدم)
عبد الله المطوع ، لاعب كرة قدم كويتي. لعب مع نادي العربي الكويتي وبعدها انتقل إلى نادي السالمية وفي عام 2008 انتقل إلى نادي الشباب الكويتي، و في 21 أكتوبر 2008 في الدوري الكويتي 2008/2009 تحصل على كرت أحمر في مباراتهم مع نادي التضامن الكويتي.